# Salhanî, Cetatea Albă
Salhanî (în ucraineană Салгани) este localitatea de reședință a comunei Salhanî din raionul Cetatea Albă, regiunea Odesa, Ucraina.

## Demografie
Componența lingvistică a localității Salhanî
     Ucraineană (72,77%)
     Rusă (22,34%)
     Bulgară (2,36%)
     Romani (1,01%)
     Română (1,01%)
Conform recensământului din 2001, majoritatea populației localității Salhanî era vorbitoare de ucraineană (72,77%), existând în minoritate și vorbitori de rusă (22,34%), bulgară (2,36%), romani (1,01%) și română (1,01%).